# Le Tiercent
Le Tiercent est une commune française située dans le département d'Ille-et-Vilaine en Région Bretagne, peuplée de 194 habitants.

## Géographie
Le Tiercent est situé à 37 km au nord-est de Rennes et à 35 km au sud du mont Saint-Michel dans le pays de Fougères.

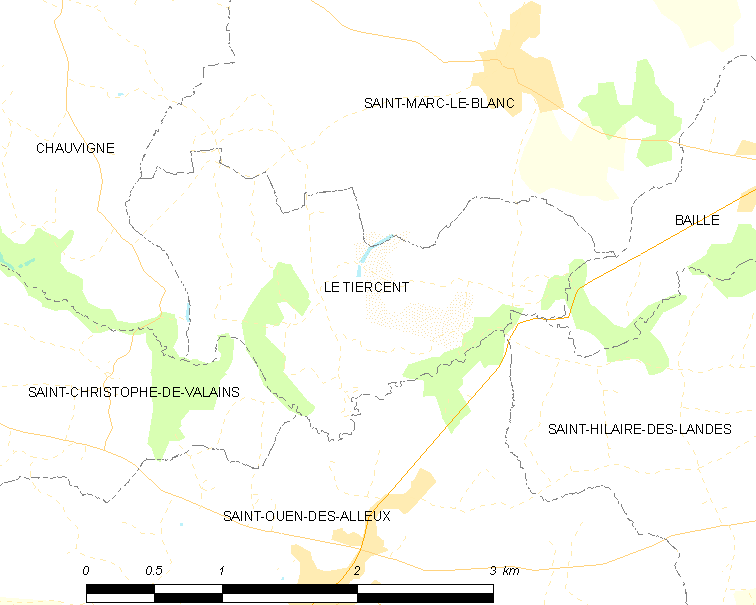
Carte du Tiercent.

Les communes limitrophes sont Chauvigné, Saint-Marc-le-Blanc, Baillé, Saint-Hilaire-des-Landes, Saint-Ouen-des-Alleux et Saint-Christophe-de-Valains.
| Chauvigné                   | Saint-Marc-le-Blanc   |                          |
|                             | du Tiercent           | Baillé                   |
| Saint-Christophe-de-Valains | Saint-Ouen-des-Alleux | Saint-Hilaire-des-Landes |

### Hydrographie
Pour un article plus général, voir Réseau hydrographique d'Ille-et-Vilaine.
La commune est située dans le bassin Loire-Bretagne. Elle est drainée par la Minette, le ruisseau de la Gravelle et le ruisseau greslé,,.
La Minette, d'une longueur de 25 km, prend sa source dans la commune de Romagné et se jette  dans le Couesnon à Vieux-Vy-sur-Couesnon, après avoir traversé onze communes. 

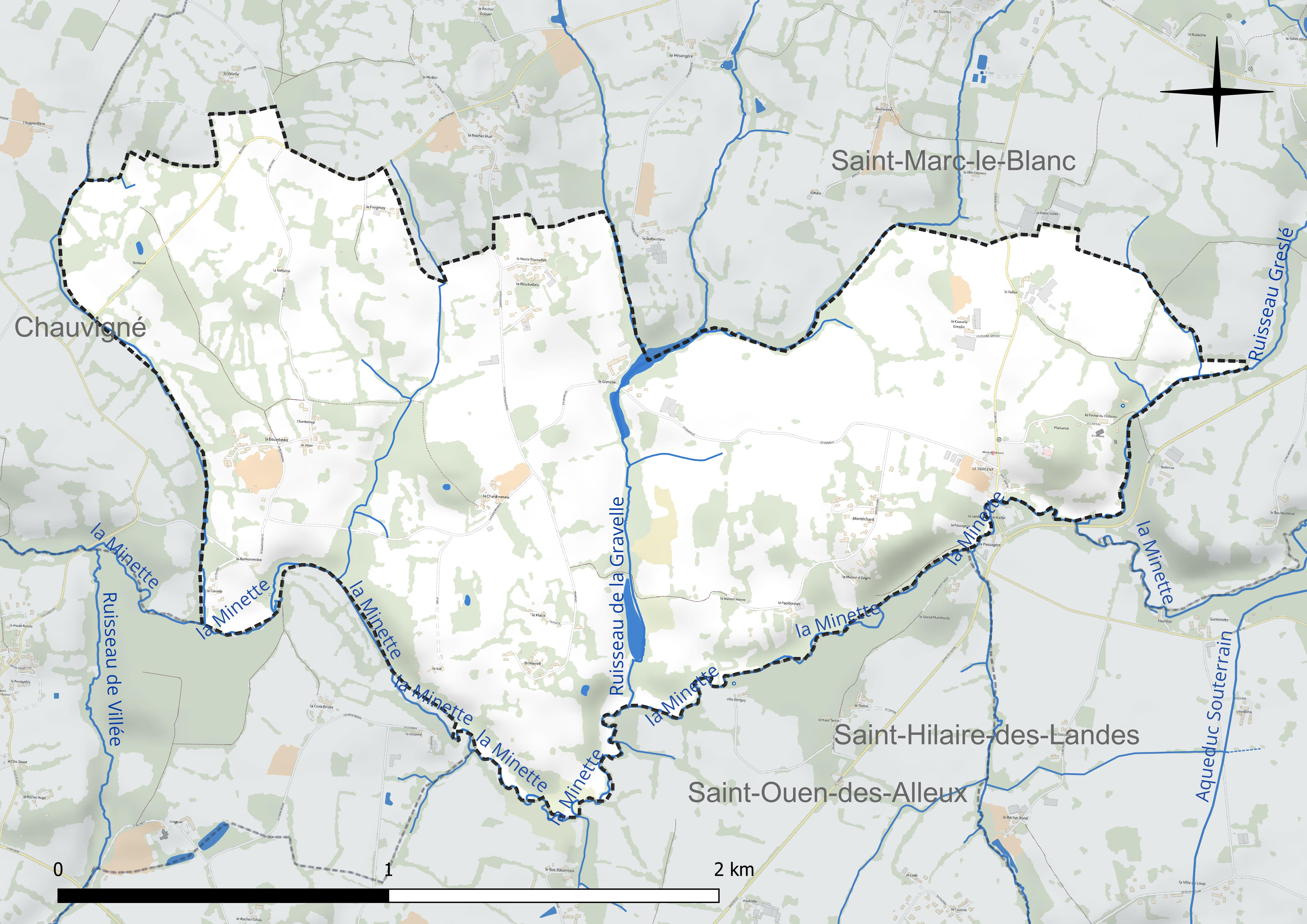
Réseau hydrographique du Tiercent.

### Climat
Pour des articles plus généraux, voir Climat de la Bretagne et Climat d'Ille-et-Vilaine.
En 2010, le climat de la commune est de type climat océanique franc, selon une étude du CNRS s'appuyant sur une série de données couvrant la période 1971-2000. En 2020, Météo-France publie une typologie des climats de la France métropolitaine dans laquelle la commune est exposée à un climat océanique et est dans la région climatique  Bretagne orientale et méridionale, Pays nantais, Vendée, caractérisée par une faible pluviométrie en été et une bonne insolation. Parallèlement l'observatoire de l'environnement en Bretagne publie en 2020 un zonage climatique de la région Bretagne, s'appuyant sur des données de Météo-France de 2009. La commune est, selon ce zonage, dans la zone « Intérieur Est  », avec des hivers frais, des étés chauds et des pluies modérées.  
Pour la période 1971-2000, la température annuelle moyenne est de 11,3 °C, avec une amplitude thermique annuelle de 12,9 °C. Le cumul annuel moyen de précipitations est de 841 mm, avec 13 jours de précipitations en janvier et 7,8 jours en juillet. Pour la période 1991-2020, la température moyenne annuelle observée sur la station météorologique la plus proche, située sur la commune de Fougères à 15 km à vol d'oiseau, est de 11,9 °C et le cumul annuel moyen de précipitations est de 939,1 mm,. Pour l'avenir, les paramètres climatiques de la commune estimés pour 2050 selon différents scénarios d'émission de gaz à effet de serre sont consultables sur un site dédié publié par Météo-France en novembre 2022.

## Urbanisme

### Typologie
Au 1er janvier 2024, Le Tiercent est catégorisée commune rurale à habitat dispersé, selon la nouvelle grille communale de densité à sept niveaux définie par l'Insee en 2022.
Elle est située hors unité urbaine et hors attraction des villes,.

### Occupation des sols
L'occupation des sols de la commune, telle qu'elle ressort de la base de données européenne d'occupation biophysique des sols Corine Land Cover (CLC), est marquée par l'importance des territoires agricoles (88,7 % en 2018), une proportion identique à celle de 1990 (88,7 %). La répartition détaillée en 2018 est la suivante : 
zones agricoles hétérogènes (54,6 %), prairies (34,1 %), forêts (11,3 %). L'évolution de l'occupation des sols de la commune et de ses infrastructures peut être observée sur les différentes représentations cartographiques du territoire : la carte de Cassini (XVIIIe siècle), la carte d'état-major (1820-1866) et les cartes ou photos aériennes de l'IGN pour la période actuelle (1950 à aujourd'hui).

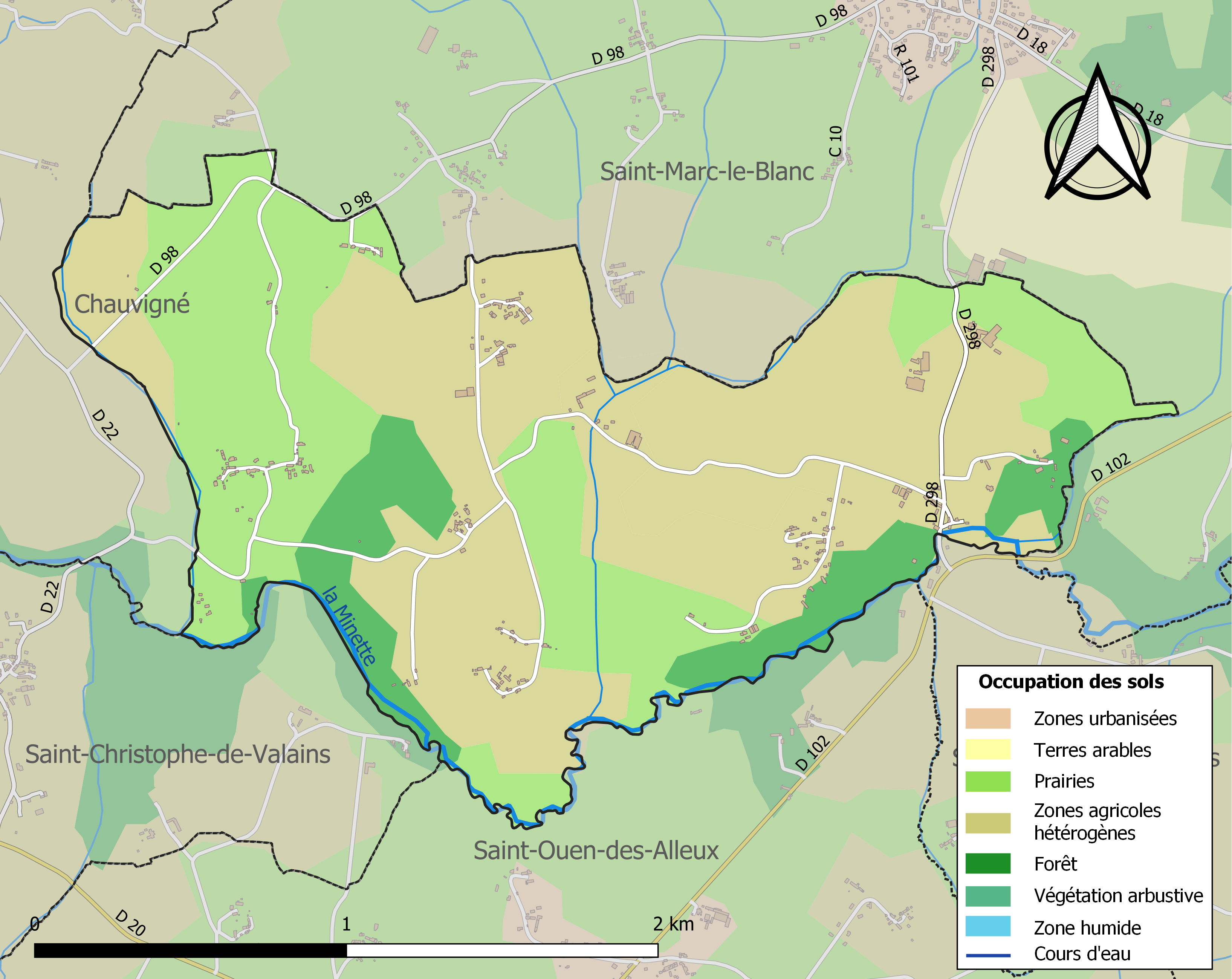
Carte des infrastructures et de l'occupation des sols de la commune en 2018 (CLC).

## Toponymie
Les formes anciennes attestées sont Tercent (XIIe siècle), Treiscient (1211), Le Tiersans (1731).
Tiercent : situé sur la troisième borne leugaire de la voie gallo-romaine[réf. nécessaire].
La forme bretonne actuelle proposée par l'Office public de la langue bretonne est An Tergant et s'écrit Le Tierczant en gallo.
Le gentilé est Tiercentois.

## Histoire
Les seigneurs du Tiercent ont occupé une place importante dans l'histoire du Pays de Fougères.

## Politique et administration

La mairie.

| Période                                  | Période               | Identité                   | Étiquette | Qualité                                                               |
| ---------------------------------------- | --------------------- | -------------------------- | --------- | --------------------------------------------------------------------- |
| juin 1995                                | février 2004 (décès)  | Bernard Bertin (1937-2004) |           | Retraité du granit                                                    |
| avril 2004                               | mars 2008             | Jean Huard                 |           | Agriculteur, ancien premier adjoint                                   |
| mars 2008                                | juin 2009 (démission) | Louis Roinel               |           | Tailleur de pierre retraité                                           |
| juillet 2009                             | En cours              | Christian Hubert           | SE        | Agent de maîtrise Président de Couesnon Marches de Bretagne (2020 → ) |
| Les données manquantes sont à compléter. |                       |                            |           |                                                                       |

## Démographie
L'évolution du nombre d'habitants est connue à travers les recensements de la population effectués dans la commune depuis 1793. Pour les communes de moins de 10 000 habitants, une enquête de recensement portant sur toute la population est réalisée tous les cinq ans, les populations de référence des années intermédiaires étant quant à elles estimées par interpolation ou extrapolation. Pour la commune, le premier recensement exhaustif entrant dans le cadre du nouveau dispositif a été réalisé en 2008.
En 2022, la commune comptait 194 habitants, en évolution de +14,79 % par rapport à 2016 (Ille-et-Vilaine : +5,46 %, France hors Mayotte : +2,11 %).
| 1793 | 1800 | 1806 | 1821 | 1831 | 1836 | 1841 | 1846 | 1851 |
| ---- | ---- | ---- | ---- | ---- | ---- | ---- | ---- | ---- |
| 331  | 283  | 342  | 285  | 327  | 337  | 313  | 320  | 363  |

| 1856 | 1861 | 1866 | 1872 | 1876 | 1881 | 1886 | 1891 | 1896 |
| ---- | ---- | ---- | ---- | ---- | ---- | ---- | ---- | ---- |
| 373  | 370  | 375  | 353  | 371  | 375  | 349  | 332  | 346  |

| 1901 | 1906 | 1911 | 1921 | 1926 | 1931 | 1936 | 1946 | 1954 |
| ---- | ---- | ---- | ---- | ---- | ---- | ---- | ---- | ---- |
| 315  | 325  | 304  | 271  | 283  | 267  | 308  | 288  | 277  |

| 1962 | 1968 | 1975 | 1982 | 1990 | 1999 | 2006 | 2008 | 2013 |
| ---- | ---- | ---- | ---- | ---- | ---- | ---- | ---- | ---- |
| 252  | 229  | 220  | 218  | 184  | 162  | 171  | 174  | 169  |

| 2018 | 2022 | - | - | - | - | - | - | - |
| ---- | ---- | - | - | - | - | - | - | - |
| 179  | 194  | - | - | - | - | - | - | - |

## Culture locale et patrimoine

### Lieux et monuments
- L'église Saint-Martin : gros-œuvre de la nef en partie du XIIe siècle, remanié aux XVIe siècle-XVIe siècles. Petit porche sud du XVIe siècle, chœur à chevet plat et chapelle nord reconstruits au début du XVIIIe siècle. Chapelle sud édifiée entre 1707 et 1711. Six sarcophages gallo-romains creusés à même le roc et situés près du cimetière.
- Le château du Tiercent, XVIIe siècle, et le donjon ruiné de l'ancien château du Tiercent (XVe siècle).

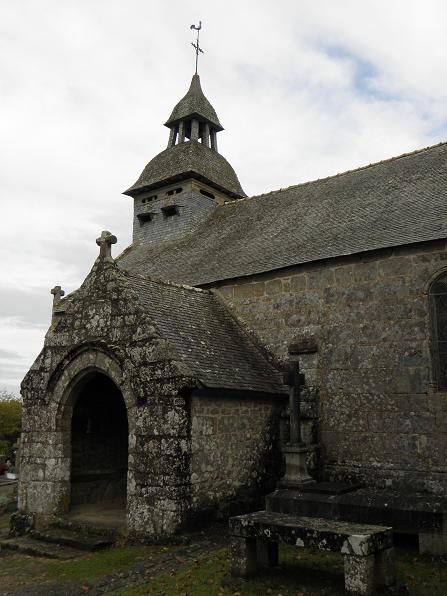
L'église Saint-Martin.
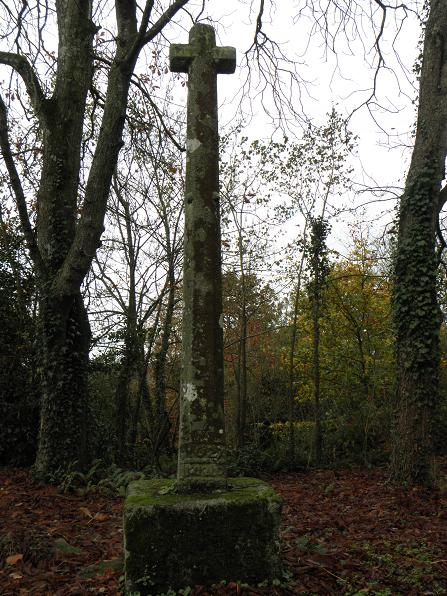
La croix de 1627 située au nord-est de l'église.
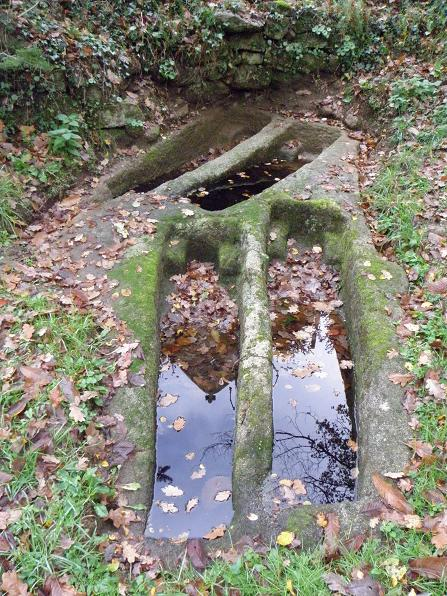
Quatre sarcophages gallo-romains.
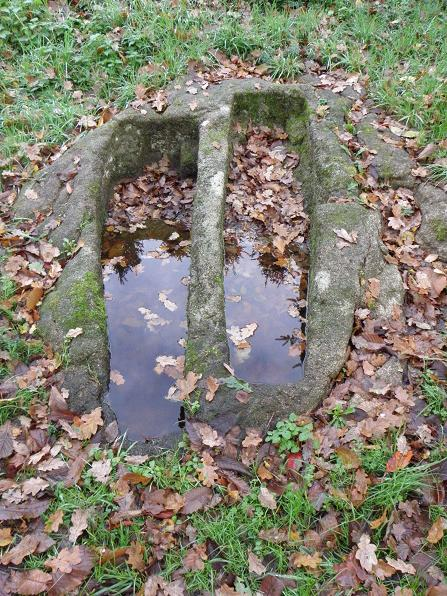
Deux autres sarcophages gallo-romains.
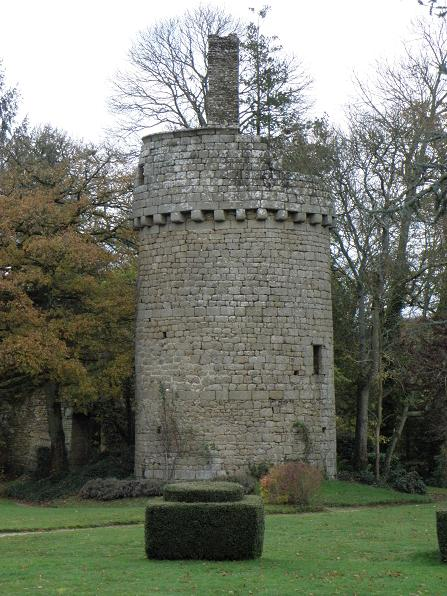
Le donjon ruiné du château du Tiercent (XVe siècle).
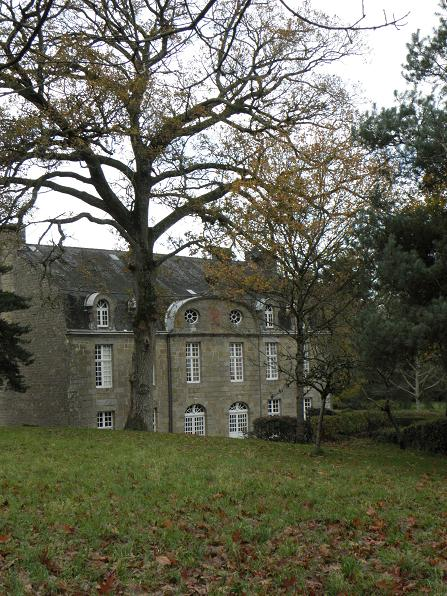
Le château du Tiercent (XVIIe siècle).

### Personnalités liées à la commune
- Laurent Huard (1973-), footballeur professionnel.

### Héraldique
| Blason de Le Tiercent | Blason  | D'or à quatre fusées de sable accolées et rangées en fasce. |
| Blason de Le Tiercent | Détails | Le statut officiel du blason reste à déterminer.            |